# Les Diablesses (nouvelle)
Les Diablesses (Le diavolesse) est une nouvelle fantastique de Dino Buzzati, incluse dans le recueil Le K paru en 1966. Elle est la quatrième du cycle de neuf nouvelles inauguré par Voyage aux enfers du siècle.

## Résumé
Comme dans un rêve ou un cauchemar, le narrateur est conduit par Torriani en Enfer. Les personnages qui y évoluent sont similaires aux vivants, le décor n’a rien de diabolique et renvoie au vécu de tout un chacun. La ville où il se trouve ressemble à d'autres grandes villes réelles. Il rencontre des femmes qui le guident dans son parcours. Le narrateur reste néanmoins dubitatif et se demande si le monde où il est entré est le véritable monde des enfers.

## Personnages
- Buzzati : personnage principal, du même nom que l'auteur du livre. Il est journaliste.
- Torriani : grand et costaud, il a environ 40 ans, il est ouvrier expert géomètre. C'est lui qui a découvert la porte de l'enfer.
- Rosella : une jeune femme adorable, elle a une voix gracieuse et est manipulatrice.
- Vicedomini : un ingénieur.